# Nesthauser See
Der Nesthauser See ist ein ca. 50 Hektar großer, künstlich angelegter See in Paderborn. Er liegt im Süden des Stadtteils Sande an der Grenze zum Stadtteil Elsen und ist nach dem Elsener Ortsteil Nesthausen benannt.
Der See ist zweigeteilt, so dass man eigentlich von zwei Seen sprechen müsste. Auf jedem der beiden Teile des in Privatbesitz befindlichen Sees gibt es eine 5-Mast-Wasserskiseilbahn. Im Umkreis Paderborns spricht man daher auch vom „Wasserskisee“.
In unmittelbarer Nachbarschaft befindet sich im Norden der Lippesee. Sowohl der Nesthauser See als auch der Lippesee sind so genannte Baggerseen, die durch Kiesabbau entstanden sind. Im Gegensatz zum Lippesee wird im Nesthauser See heute jedoch kein Kies mehr abgebaut. Es befindet sich zwar weiterhin ein Kieswerk am Nesthauser See, das hier zu verarbeitende Gut wird aber im benachbarten Lippesee von Saugbaggern abgebaut und durch eine Pipeline hierher geleitet.